# 貴田明日香
貴田 明日香（きだ あすか、1994年6月27日 - ）は、日本の映画監督である。兵庫県出身。立教大学現代心理学部映像身体学科卒業。

## 来歴
幼い頃から「物語」に強い関心を抱き、中学生で小説を書き始める。高校では演劇に傾倒し、演劇部部長や合同公演の演出チーフを務め、立教大学でシナリオ制作と映像作品の面白さに魅了される。大学在学中に篠崎誠監督に師事し、シナリオを中心に学ぶ。 李相日監督・妻夫木聡主演の映画『悪人』を観て5時間泣き続けるほどの衝撃を受け映画監督を志す。
2018年に大学の卒業制作である『憧れ』で映画監督デビュー。同作は第9回沖縄国際映画祭 U-25映像コンペティション部門にて審査員特別賞を受賞した。
大学卒業後はドラマ制作会社「テレパック」に入社。ドラマやバラエティ番組の助監督、アシスタントプロデューサーを経験。その傍らラジオドラマ、ミュージックビデオ、情報番組などに携わる。
2019年にはAbemaTVと経済産業省の合同企画として制作・配信されたクリエイター発掘番組「クリエイターズファンディング」で優勝。サイバーエージェント代表取締役の藤田晋から渡された優勝賞金300万円を基に長編第2作目となる『受け入れて』を
制作・監督した。

## 人物
レズビアン寄りのバイセクシャルであることを公言している。
その事実を両親にカミングアウトした際「私たちにはわからない世界だ」と言われショックを受けたことから、LGBTをテーマとした映画を制作したいと考えるようになった。第2作目『受け入れて』は「自分はおかしいのか」と悩む人たちに届いて欲しい、彼らが自分を肯定する手助けがしたいという思いから製作された。

## 作品
- 『憧れ』 - 監督・脚本[5]
- 『受け入れて』 - 企画・監督・脚本[10]